# بول فايندر
بول فايندر هو سياسي بولندي، ولد في 19 سبتمبر 1904 في بييلسكو-بياوا في بولندا، وتوفي في 26 يوليو 1944 في وارسو في بولندا. نشط حزبياً في حزب العمال البولندي (1943 – 1943) والحزب الشيوعي النمساوي (1922 – 1922) والحزب الشيوعي الفرنسي (1924 – 1924) والحزب الشيوعي البولندي.